# Kórnik
Kórnik este un oraș în Polonia.